# Krabbendijke

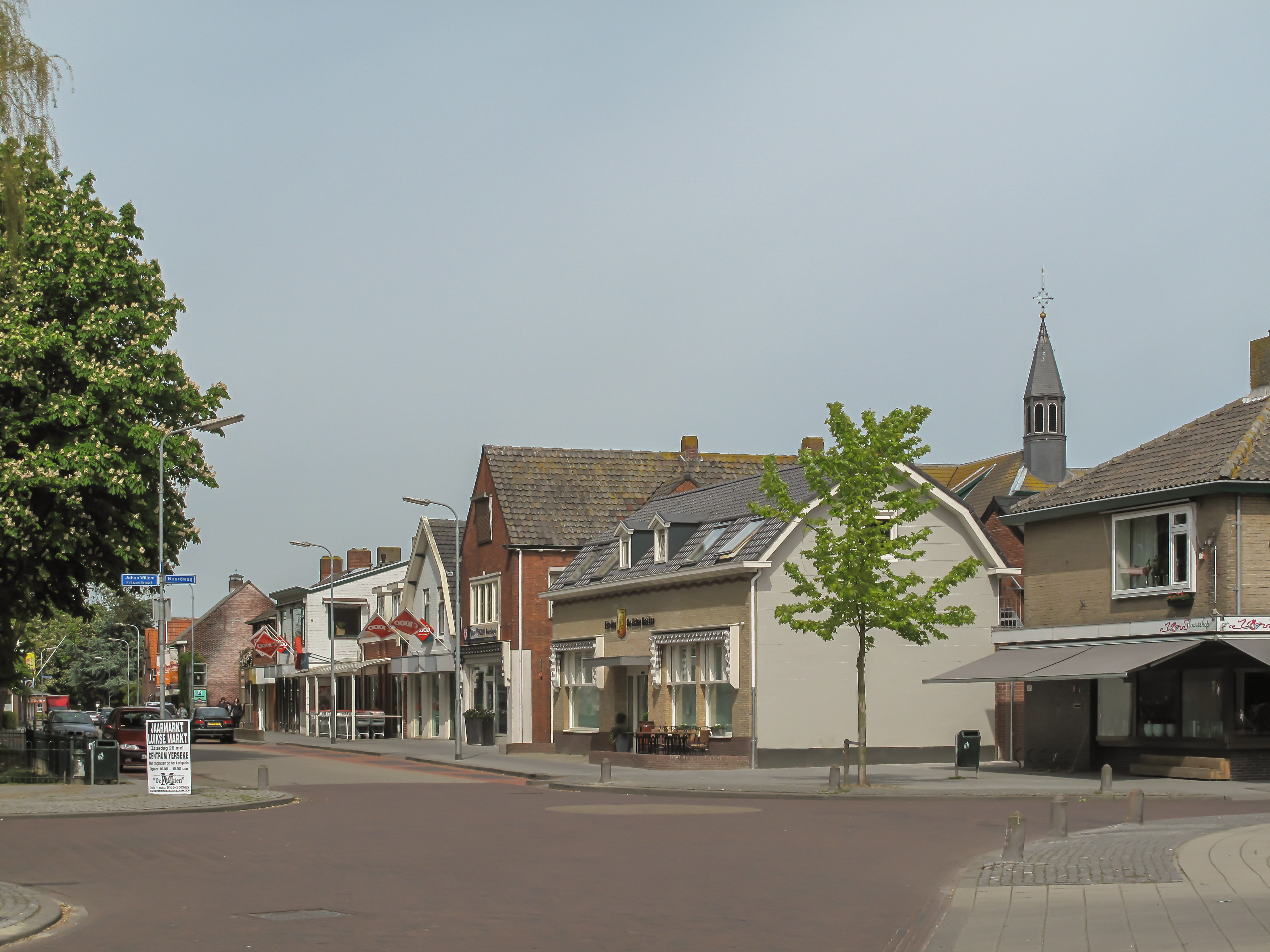
Krabbendijke

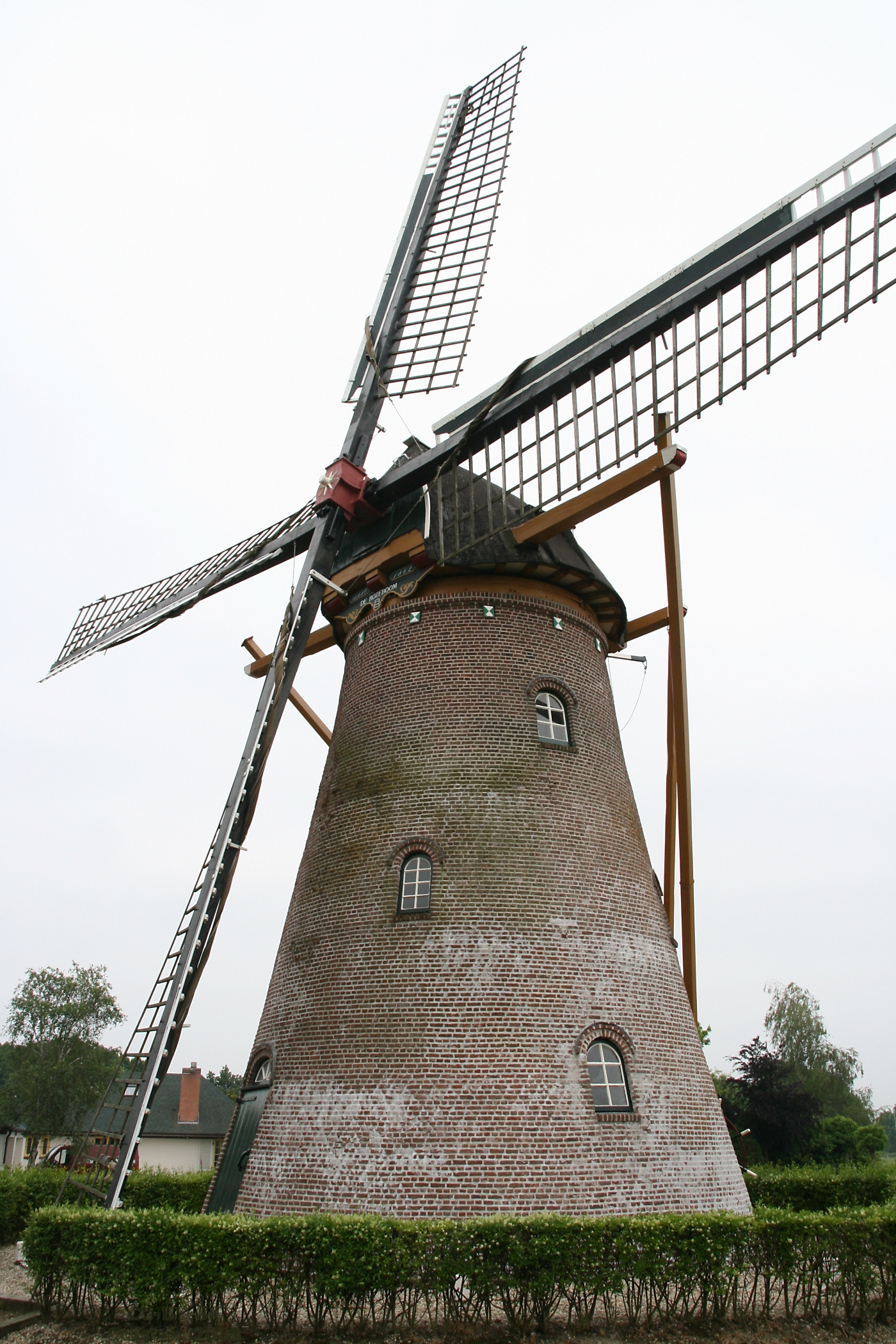
Molen De Rozeboom

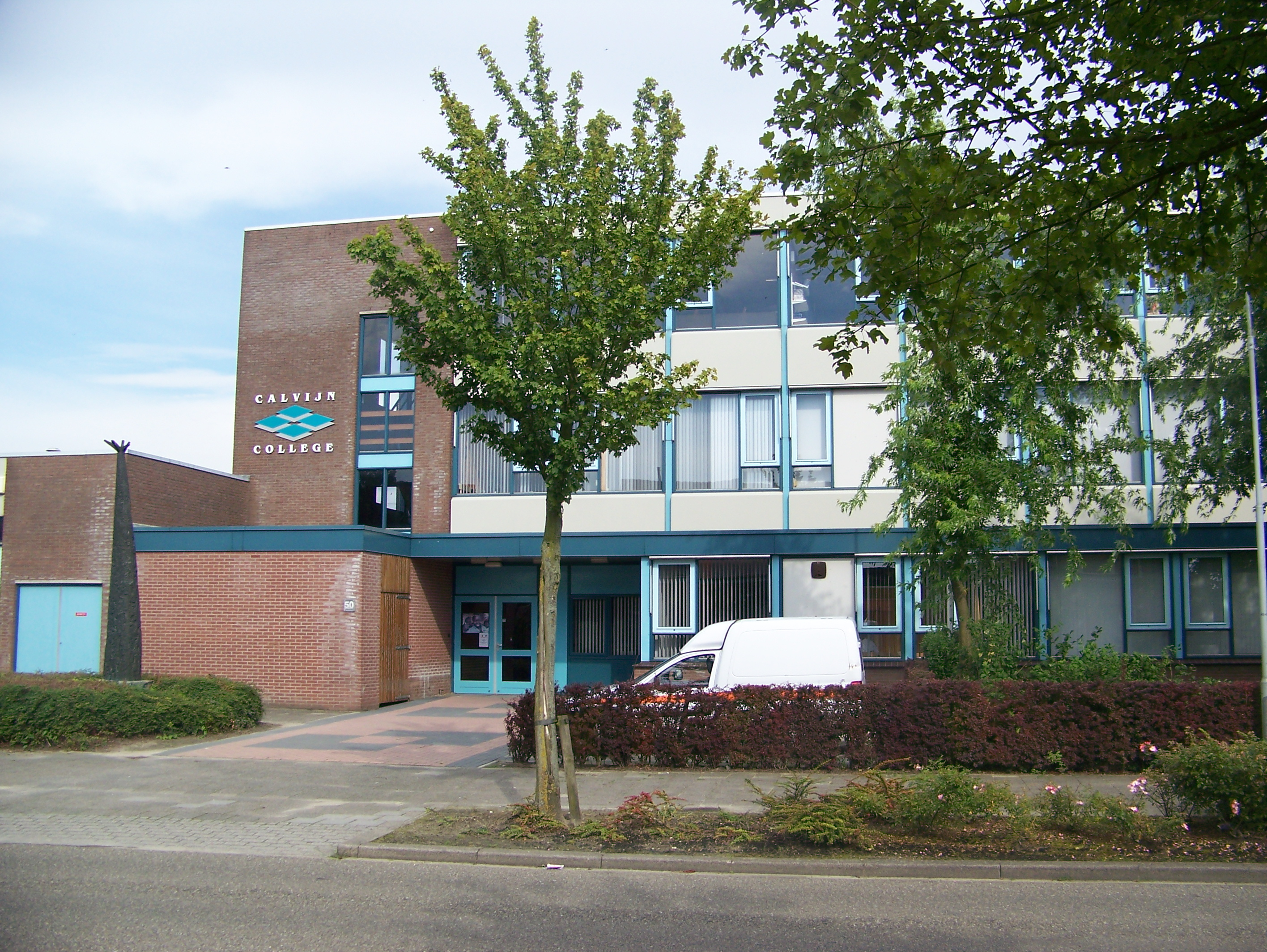
Het Calvijn College

Krabbendijke (Zeeuws: Krab'ndieke) is een voormalige gemeente en dorp in de gemeente Reimerswaal op Zuid-Beveland, in de Nederlandse provincie Zeeland. Het dorp heeft 4.460 inwoners (1 januari 2023).
De gemeente Krabbendijke werd opgeheven op 1 januari 1970. Samen met de gemeenten Rilland-Bath, Kruiningen, Waarde en Yerseke ging het toen deel uitmaken van de nieuwgevormde gemeente Reimerswaal.
Krabbendijke is een van de meest protestants-christelijke dorpen van Zeeland: bij de gemeenteraadsverkiezingen van 2006 kreeg de Staatkundig Gereformeerde Partij hier 43,6% van de stemmen, de ChristenUnie 9,0%. Krabbendijke telt een hervormde gemeente, een gereformeerde gemeente, een protestantse gemeente en een gereformeerde kerk. Krabbendijke wordt vanwege de invloedrijke orthodox-christelijke cultuur gerekend tot de zogenaamde Bijbelgordel.
In Krabbendijke zijn twee vestigingen van het Calvijn College. Krabbendijke beschikt over station Krabbendijke.

## Hervormde Gemeente
Hoewel Zeeland in de 16e eeuw de naam had van de meest calvinistische provincie, waren de Zuid-Bevelanders koningsgezind en katholiekgezind gebleven. Aanvankelijk werden er alleen in Goes en Kapelle-Biezelinge door de nieuwe religie gemeenten gevormd. Tot er aan het einde van de 16e eeuw door de Staten van Zeeland besloten wordt dat ook Zuid-Beveland gereformeerd moet worden. Tegenwerking is er van de kant van de ambachtsheren die bij de oude religie willen blijven.
In 1579 werd er in Goes de eerste classisvergadering gehouden. In de regio zijn er dan zeven gemeenten die een eigen predikant hebben. De Reformatie zet door, behalve in Krabbendijke. Daar duurt het nog 80 jaar voordat men een eigen predikant gaat beroepen. Waarschijnlijk was de toenmalige ambachtsheer van Krabbendijke nog rooms-katholiek. De protestanten kerken tot 1650 in Waarde.
Dan is het ogenblik gekomen dat men eigen diensten gaat houden in de parochie-herberg. In 1659 wordt het eerste beroep uitgebracht op proponent Cornells de Coninck die de eerste predikant wordt van Krabbendijke.
Zijn eerste werk is om te trachten een eigen kerkgebouw te verkrijgen. Op 5 juni 1662 heeft de eerstesteenlegging plaats. Twee keer is deze kerk vergroot. In 1823 waren er plaatsen te kort en in 1902 moest er opnieuw verbouwd worden.
Op 10 maart 1913 vergaderden de kerkvoogden en notabelen opnieuw om over de verbouwing van de kerk te overleggen omdat er geen stoel meer geplaatst kan worden en op de gaanderij naast het orgel waar 30 plaatsen zijn, meestal 60 en meer personen opgehoopt staan. De notulen vermelden dat de toestand onhoudbaar is geworden en er op korte termijn een uitbreiding van de kerk zal moeten plaatsvinden. Een betreffende tekening wordt goedgekeurd. Toch gaat de verbouwing niet door.
Al spoedig daarna komt er een nieuwbouwplan ter tafel. En dat blijkt de voorkeur te hebben boven een derde vergroting. Het afbreken van de bestaande kerk en het bouwen van een nieuwe kerk op dezelfde plaats, alsmede het voorzien van een tijdelijke houten noodkerk, worden aanbesteed aan de laagste inschrijver voor het bedrag van ƒ 28.397,-.
Op 26 april 1914 wordt de nieuwe kerk in gebruik genomen. In de nieuwe kerk is er door de firma Van Vulpen uit Utrecht ook een nieuw orgel gebouwd. Het orgel is nu niet meer origineel, daar er bij restauratiewerkzaamheden wat veranderingen zijn ingevoerd. Uit de oude kerk is wel de preekstoel overgeplaatst en een wandbord met daarop de tien geboden. Het is bevestigd aan de muur rechts van de kansel met daarop het jaartal 1665. Om het aanzien te verfraaien heeft men toen een gelijk wandbord gemaakt met daarop de zaligsprekingen uit Mattheüs 5 : 1-16, wat links van de kansel is bevestigd. Daar staat het jaartal 1914 op.
In de nieuwe kerk is er rechts van de preekstoel een gaanderij ingebouwd. Terwijl er links van de preekstoel de mogelijkheid is om ook daar eenzelfde gaanderij in te bouwen. Blijkbaar heeft men bij de nieuwbouw de hoop gehad dat dit op een keer nodig zou zijn. Het is door afscheidingen en scheuringen niet zover gekomen.
In de 19e eeuw ontstond er een gereformeerde kerk en een gereformeerde gemeente. In 1993 had er een scheuring plaats in de Nederlands Hervormde Gemeente, waardoor er een hervormde deelgemeente werd geïnstitueerd. Die gemeente kerkt in het dorpshuis De Meiboom.

## Gereformeerde Gemeente
De plaatselijke gereformeerde gemeente is verreweg de grootste kerk van het dorp. De eerste afgescheidenen kwamen bijeen op 24 juli 1836. Dit gebeurde in de wagenmakersplaats van Pieter Kasse. Blijkens gegevens van de Rechtbank van Eerste Aanleg te Goes werden er bij Kasse godsdienstoefeningen gehouden op 24 juli, 25 september, 30 oktober, 6 november, 13 november en 20 november 1836. Omdat dergelijke bijeenkomsten verboden waren, werd Kasse verschillende keren beboet en uiteindelijk kwam hij in de gevangenis terecht. Men verzocht Huibert Jacobus Budding om ook eens naar Krabbendijke te komen. Zijn eerste dienst hield hij op 9 oktober 1836. In deze dienst werd de Heilige Doop bediend en tevens tevens ging ds. Budding over tot het bevestigen van de eerste ambtsdragers. De gemeente van Krabbendijke werd daarmee officieel geïnstitueerd. Deze dienst werd gehouden in de landbouwschuur van Jacobus Weststrate te Gawege. Als gevolg van dit optreden werd ds. Budding veroordeeld tot een geldboete van honderd gulden. Jacobus Weststrate werd een boete opgelegd van vijftig gulden, terwijl de kerkenraadsleden Adriaan Blok, Johannes Buteyn, Jan Versprille en Dingenis Stroosnijder vijfentwintig gulden moesten betalen. De jonge gemeente van Krabbendijke kwam in die tijd op verschillende plaatsen bijeen. Zo is het bekend dat er in 1837 samenkomsten werden gehouden in de grote boerenwoning van Janna Weststrate
aan de Dorpsstraat. Ook kwam men weleens bijeen op de boerderij van Jacobus Blok in De Valckenissepolder.
De gemeente, die vanaf eind 1836 wekelijks diensten belegde, breidde zich gestaag uit. Met name kwamen er nogal wat mensen over uit de
plaatselijke Nederlandse Hervormde Kerk. In maart 1837 telde de gemeente al 97 leden.
Iemand die ook regelmatig in Krabbendijke voorging was ds. L. G. C. Ledeboer. Door hem werd ook het eerste kerkje in gebruik genomen. Een kroniekschrijver vermeldt hierover: Toen alles in geordende weg gereed was, had ds. Ledeboer vrijmoedigheid het gebouwtje in gebruik te nemen met de woorden uit Job 8:7. Naast ds. Ledeboer hebben ook ds. P. van Dijke en oefenaar D. Bakker verschillende keren in Krabbendijke gesproken. Later gingen ook ds. D. Janse, ds. L. van der Velde en de oefenaars P. 't Hart en D. Barth in Krabbendijke voor.
In de jaren zestig jaren vestigden zich verschillende personen in Krabbendijke, die tot de Christelijke Afgescheiden Gemeenten behoorden. Deze mensen kwamen samen in het huis van J. Poelman aan de Dorpsstraat. Thans bevindt zich daar de werkplaats van rijwielhandel W. J. van de Klooster. Vanaf 1865 berustte de leiding van dit gezelschap bij Hendrik Geelhoed. In 1869 werden er door hem pogingen ondernomen om tot een vereniging met de Ledeboeriaanse gemeente te komen. Hoewel de christelijke afgescheiden predikant A. de Bruijrie op 3 februari 1869 voorging in de kerk van de Ledeboeriaanse gemeente, kwam het niet tot een vereniging, omdat ds. De Bruijne niet uit de vrijheid kon komen. Het gevolg was dat er op 2 maart 1869 een christelijke afgescheiden gemeente werd gesticht. Uit deze gemeente is de huidige gereformeerde kerk voortgekomen.
Van 1890 tot 1899 werd de gemeente gediend door oefenaar Laurens Boone. Zowel in 1899 als in 1904 werd het kerkgebouw vergroot. In 1907 werd er in Waarde voor de aldaar woonachtige leden een klein kerkje gebouwd. In hetzelfde jaar vond de vereniging tussen de Ledeboeriaanse gemeenten en de Gereformeerde Gemeenten onder het Kruis plaats. Krabbendijke was hierbij vertegenwoordigd door de ouderlingen B. Meeuwse en B. Sonke.
Van 1908 tot 1923 diende oefenaar M. Remeijn de gemeente. In 1911 werd de oude kerk afgebroken en kwam er op dezelfde plaats een nieuwe kerk. In 1924 werd het aantal zitplaatsen in deze kerk uitgebreid tot 937. Omdat er gebrek aan zitplaatsen bleef bestaan, werd er in 1929 besloten tot nieuwbouw.
De eerstesteenlegging van het huidige kerkgebouw vond plaats op 29 juni 1929 door ds. M. Hofman, Op 24 januari 1930 vond de ingebruikname plaats, waarbij ds. Hofman preekte uit Psalm 89:16: Welgelukzalig is het volk hetwelk het geklank kent; o HEERE! Zij zullen in het licht Uws aanschijns wandelen.
Het eerste orgel werd op 16 december 1937 in gebruik genomen door ds. J. van den Berg. De prijs van het orgel bedroeg 6600 gulden. Van 1949 tot 1959 werd de gemeente gediend door ds. J. B. Bel. Tijdens diens ambtsperiode vond de watersnood plaats, waarbij verschillende personen omkwamen. Ds. Bel overleed op 15 juli 1959 te Krabbendijke. Op 20 juli werd hij op de algemene begraafplaats begraven.
Van 1962 tot 1965 was ds. W. Suyker aan de gemeente verbonden en van 1966 tot 1972 ds. W. Hage. Twee weken na diens vertrek deed ds. A. Hoogerland zijn intrede. Nog nimmer was het in de kerkelijke geschiedenis van Krabbendijke voorgekomen, dat er binnen een maand en na het uitbrengen van slechts één beroep een nieuwe predikant was verkregen. In 2010 is de kerk gerenoveerd en wordt een nieuw orgel geplaatst. De kerk telt dan 1362 zitplaatsen. Het aantal leden en doopleden van de gemeente bedroeg per 1 januari 2011; 2061.

## Bezienswaardigheden
- Hervormde Kerk[2]
- De Rozeboom (korenmolen uit 1862)
- Voormalig gemeentehuis
- Het verdronken dorp Nieuwlande op een halve kilometer vanaf de dijk.